# Principauté épiscopale de Spire
Ne doit pas être confondu avec le diocèse de Spire.
888–1803
Entités précédentes :
- Duché de Franconie

Entités suivantes :
- Empire français
- Électorat de Bade

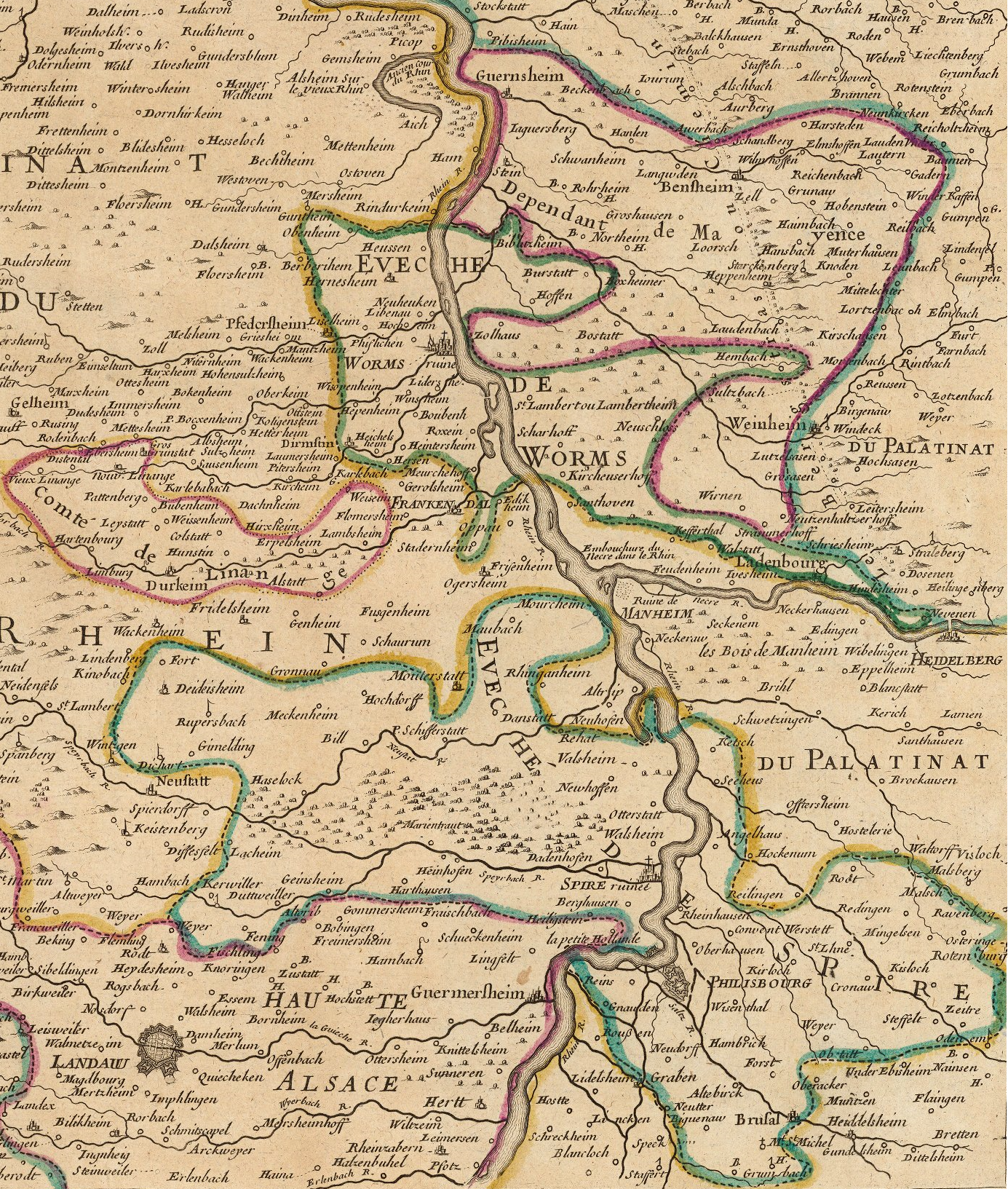
La principauté épiscopale de Spire (en bleu) en 1705.

La principauté épiscopale de Spire était un État du Saint-Empire romain germanique, compris dans le cercle du Haut-Rhin, ayant pour capitale la ville de Spire jusqu'en 1379 puis d'Udenheim (devenue Philippsburg en 1632) et à partir de 1723, la ville de Bruchsal. C'est en l'an 888 que naît la principauté épiscopale. C'est à cette date que des territoires sont accordés aux évêques de Spire. Cet État a existé pendant plus de 900 ans, jusqu'au Recès d'Empire en 1803. Son territoire est aujourd'hui partagé entre la Sarre, la Rhénanie-Palatinat, le Bade-Wurtemberg et l'Alsace.

## Géographie
L'évêché était divisé en grands-bailliages et bailliages, les uns situés sur la rive gauche du Rhin, les autres sur sa rive droite.
Ceux situés sur la rive gauche du Rhin étaient :
- Le grand-bailliage de Kirrweiler ;
- Le bailliage de Deidesheim ;
- Le bailliage de Marientraut (de) ;
- La prévôté de Wissembourg ;
- La grand-bailliage de Lauterbourg ;
- Le bailliage de Madenburg (de) ;
- Le bailliage de Dahn.

Ceux situés sur la rive droite du Rhin étaient :
- Le grand-bailliage de Bruchsal ;
- La bailliage de Kislau (Bad Schönborn) ;
- Le bailliage de Grombach (Bruchsal) ;
- La bailliage de Rotenberg (Rauenberg)  ;
- Le bailliage de Philippsburg ;
- Le bailliage de Gernsbach.

## Galerie

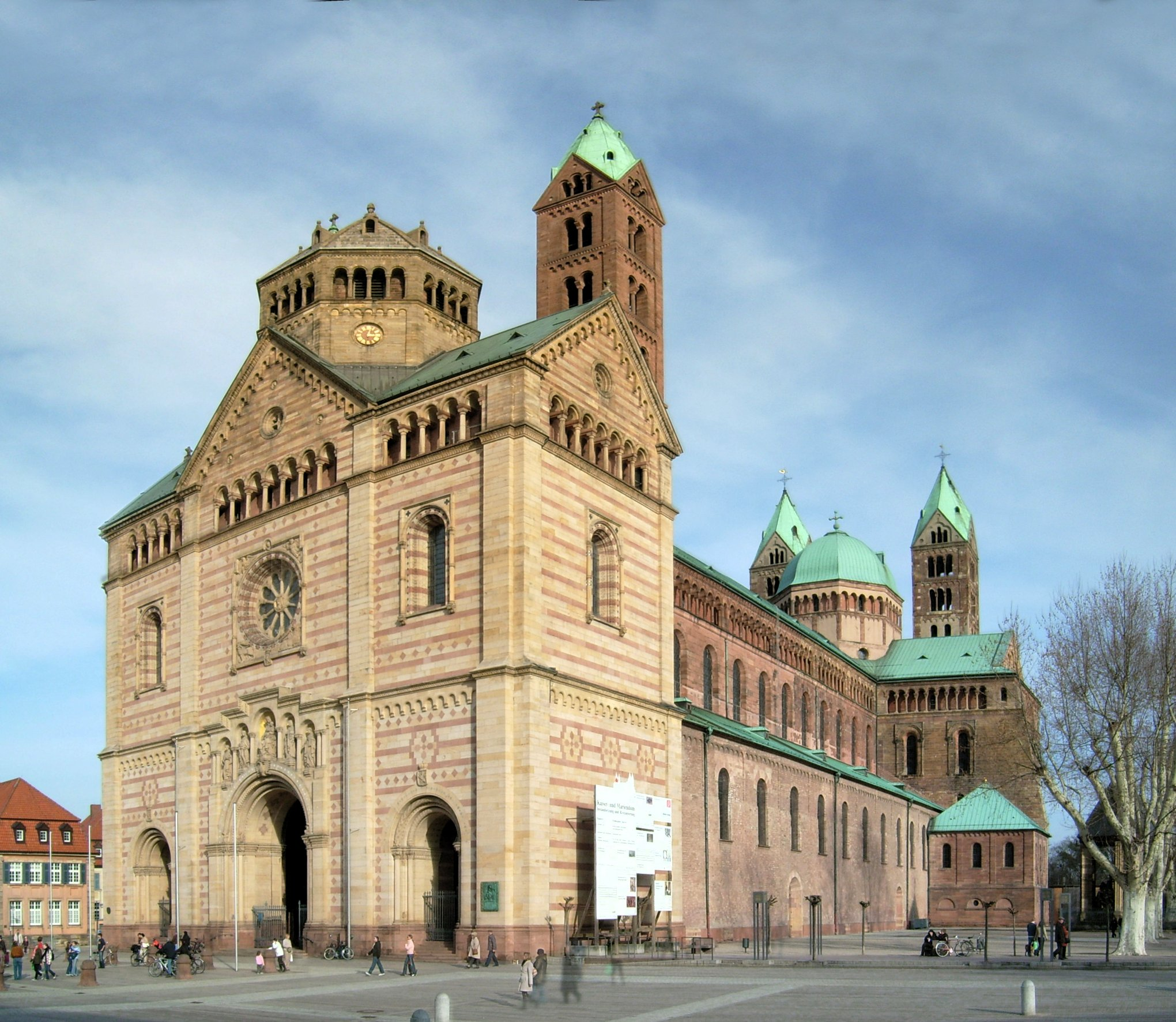
Cathédrale de Spire.
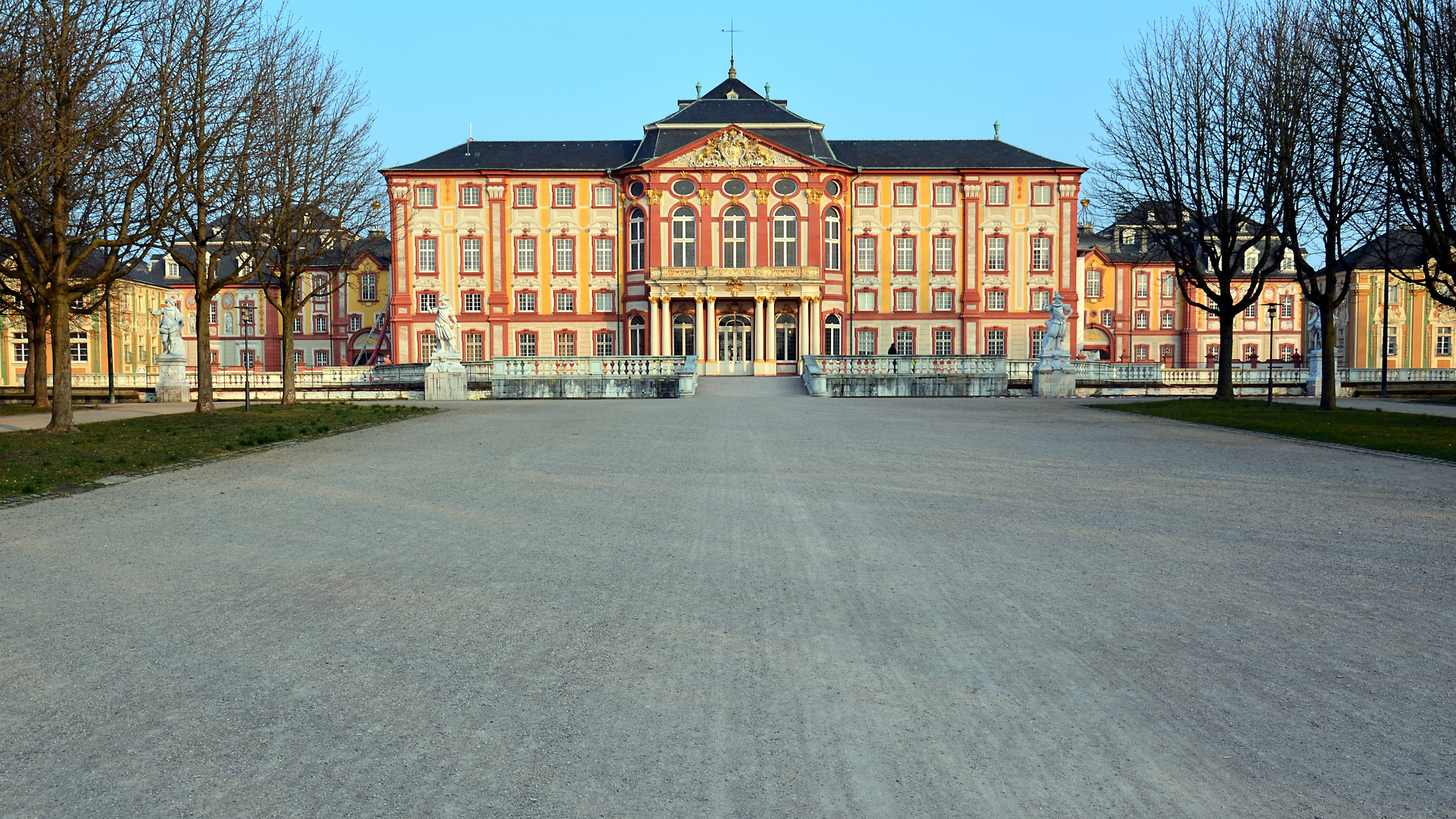
Château de Bruchsal.